# Liste der Naturschutzgebiete im Lahn-Dill-Kreis
Im hessischen Lahn-Dill-Kreis gibt es folgende Naturschutzgebiete.
| Name                                                 | Bild | Kennung              | Einzelheiten | Position | Fläche Hektar | Datum |
| ---------------------------------------------------- | ---- | -------------------- | --- | -------- | ------------- | ----- |
| Brühl von Erda                                       |      | 1532001 WDPA: 81472  | Bachlauf mit Grünland, nordöstlich von Erda. · Fläche: 33,65 ha · OSM-Link zur Kartendarstellung: „Brühl von Erda“ | ⊙        | 33,67         | 1979  |
| Erdbacher Höhlen                                     |      | 1532002 WDPA: 81616  | Das Naturschutzgebiet „Erdbacher Höhlen“ liegt am Ostrand des Westerwalds und ist von besonders interessanter Geologie. In dem von Riff-Kalk geprägten Gebiet haben sich über Jahrtausende, durch die chemische Reaktion von Kalk mit Wasser zahlreiche Karsttrichter gebildet. Erdbacher Höhlen OSM-Link zur Kartendarstellung: „Erdbacher Höhlen“ | ⊙        | 48,68         | 1926  |
| Kanzelstein bei Eibach                               |      | 1532003 WDPA: 82036  | Der „Kanzelstein bei Eibach“ liegt auf 420 Metern im Schelder Wald und ist ein kulturlandschaftliches Relikt früherer Nutzungsformen. Kanzelstein bei Eibach OSM-Link zur Kartendarstellung: „Kanzelstein bei Eibach“ | ⊙        | 18,25         | 1963  |
| Koppe                                                |      | 1532004 WDPA: 164205 | OSM-Link zur Kartendarstellung: „Koppe“ | ⊙        | 23,35         | 1976  |
| Urwaldzelle                                          |      | 1532005 WDPA: 82770  | OSM-Link zur Kartendarstellung: „Urwaldzelle“ | ⊙        | 20,09         | 1976  |
| Wacholderheide bei Ahrdt                             |      | 1532006 WDPA: 166110 | Die „Wacholderheide bei Ahrdt“ strahlt eine ganz besondere – eine mediterrane Atmosphäre aus. Trockene Magerrasen-Hänge mit lichten, großen Kiefern, Wacholderbestände, gelbblühender Ginster und trockene Heide am Aartalsee. Wacholderheide bei Ahrdt OSM-Link zur Kartendarstellung: „Wacholderheide bei Ahrdt“ | ⊙        | 8,87          | 1976  |
| Westspitze Dutenhofener See                          |      | 1532007 WDPA: 82904  | OSM-Link zur Kartendarstellung: „Westspitze Dutenhofener See“ | ⊙        | 8,58          | 1979  |
| Wildweiberhäuschen                                   |      | 1532008 WDPA: 82922  | Das „Wildweiberhäuschen“ ist eines der ältesten Naturschutzgebiete in Hessen und umfasst den namensgebenden Felsen „Wildweiberhäuschen“, die ihn umgebenen naturnahen und artenreichen Laubwälder, magere Wiesen und brache Grünlandstandorte sowie das naturnahe Bachauensystem des Aubaches. Wildweiberhäuschen OSM-Link zur Kartendarstellung: „Wildweiberhäuschen“ | ⊙        | 22,97         | 1927  |
| Auloch von Dutenhofen und Sändchen von Atzbach       |      | 1532009 WDPA: 81341  | OSM-Link zur Kartendarstellung: „Auloch von Dutenhofen und Sändchen von Atzbach“ | ⊙        | 16,58         | 1981  |
| Wacholderheiden bei Niederlemp                       |      | 1532010 WDPA: 82847  | Die „Wacholderheiden bei Niederlemp“ sind zwei für das Lemptal historisch charakteristische Wacholderheiden. Auf steilen Südhängen gedeihen hier Kiefern, Heidekraut mit Wacholderbeständen und karge kurze Trockenrasen-Gesellschaften. Wacholderheiden bei Niederlemp OSM-Link zur Kartendarstellung: „Wacholderheiden bei Niederlemp“ | ⊙        | 18,89         | 1982  |
| Hörbacher Viehweide                                  |      | 1532011 WDPA: 81936  | Die „Hörbacher Viehweide“ setzt sich aus den schützenswerten Lebensraumtypen Heide, Halbtrocken- und Felsrasen zusammen. Auf den ackerbaulich unproduktiven, flachgründigen Böden, die in historischer Zeit als Weiden für Schafe, Ziegen und Rinder genutzt wurden, gedeihen stark gefährdete Pflanzenarten, wie unter anderem zahlreiche Orchideen. Hörbacher Viehweide OSM-Link zur Kartendarstellung: „Hörbacher Viehweide“ | ⊙        | 29,67         | 1982  |
| Amdorfer Viehweide                                   |      | 1532012 WDPA: 81299  | Die „Amdorfer Viehweide“ umfasst die schützenswerten Lebensraumtypen Kalkheide mit Wacholderbestand und Kalk-Trockenrasen. Amdorfer Viehweide OSM-Link zur Kartendarstellung: „Amdorfer Viehweide“ | ⊙        | 17,8          | 1982  |
| Würzberg bei Garbenheim                              |      | 1532013 WDPA: 166379 | OSM-Link zur Kartendarstellung: „Würzberg bei Garbenheim“ | ⊙        | 7,46          | 1984  |
| Waldaubacher Hecke bei Rabenscheid                   |      | 1532014 WDPA: 166140 | Die „Waldaubacher Hecke“, von manchem Ortskundigen auch „Metzelnheck“ genannt, gehört zu den gemeindeeigenen Viehhuten (Viehweiden) von Rabenscheid. Das hier vorherrschende Landschaftsbild ist geprägt von der historischen Nutzung des Grünlandes als Weiden für Schafe, Ziegen und Rinder, wie sie für den Westerwald typisch war. Waldaubacher Hecke bei Rabenscheid OSM-Link zur Kartendarstellung: „Waldaubacher Hecke bei Rabenscheid“ | ⊙        | 15,52         | 1984  |
| Bermershube bei Heisterberg                          |      | 1532015 WDPA: 162392 | Die „Bermershube bei Heisterberg“ liegt im Hohen Westerwald auf einer Höhe von etwa 600 Metern und umfasst einen Laubwaldkomplex sowie einen kleineren Feuchtwiesenbereich entlang des Amdorfbaches. Bermershube bei Heisterberg OSM-Link zur Kartendarstellung: „Bermershube bei Heisterberg“ | ⊙        | 44,85         | 1984  |
| Aubachtal bei Rabenscheid                            |      | 1532016 WDPA: 162256 | Das „Aubachtal bei Rabenscheid“ erstreckt sich 5 Kilometer entlang des Aubaches zwischen Langenaubach und Rabenscheid. Das naturnahe Bachauen-System setzt sich aus abwechslungsreichen, heute selten gewordenen Biotopen zusammen, die einer vielfältigen Tier- und Pflanzenwelt wertvolle Lebensräume bieten. Aubachtal bei Rabenscheid OSM-Link zur Kartendarstellung: „Aubachtal bei Rabenscheid“ | ⊙        | 62,97         | 1984  |
| Viehweide am Barstein                                |      | 1532017 WDPA: 166059 | Die „Viehweide am Barstein“ ist ein Relikt der historischen Nutzung von Grünland als Weiden für Ziegen, Schafe und Rinder, wie sie für den Westerwald typisch war. Die „Viehweide am Barstein“ zeichnet sich durch ein Mosaik aus trockenen, feuchten und nassen Wiesenbereichen aus, auf denen besonders angepasste Pflanzengesellschaften vorkommen. Viehweide am Barstein OSM-Link zur Kartendarstellung: „Viehweide am Barstein“ | ⊙        | 20,49         | 1984  |
| Feuerheck bei Waldaubach                             |      | 1532018 WDPA: 163090 | Die „Feuerheck bei Waldaubach“ ist ein reines Waldgebiet und liegt im Hohen Westerwald auf einer Höhe von 560 bis 600 Metern. Auf basalthaltigem Untergrundgestein wechseln sich kleinräumig verschiedene Bodentypen ab, die durch Niederschläge und Stauwassereinfluss unterschiedliche Feuchtigkeit aufweisen. Feuerheck bei Waldaubach OSM-Link zur Kartendarstellung: „Feuerheck bei Waldaubach“ | ⊙        | 24,35         | 1984  |
| In der Bellersdorfer Tränk                           |      | 1532019 WDPA: 163904 | Das Naturschutzgebiet „In der Bellersdorfer Tränk“ zeichnet sich durch eine extrem hohe Vielfalt, teils stark bedrohter Tier- und Pflanzenarten aus. Auf den überwiegend mageren Frischwiesen, auf Feuchtwiesen und staunassen, anmoorigen Standorten sowie heute selten gewordenen Pfeifengraswiesen gedeihen viele botanische Raritäten, wie Heilziest, Färber-Scharte und verschiedene Orchideen. In der Bellersdorfer Tränk OSM-Link zur Kartendarstellung: „In der Bellersdorfer Tränk“ | ⊙        | 24,4          | 1985  |
| Aubachtal bei Langenaubach                           |      | 1532020 WDPA: 162255 | Das „Aubachtal bei Langenaubach“ erstreckt sich entlang des namensgebenden Aubaches zwischen den Orten Langenaubach und Rabenscheid. Das naturnahe Bachauen-System umfasst einen gut ausgeprägten Auwald aus Traubenkirschen-Eschenbeständen mit seltenen Arten, wie dem Blauen Eisenhut sowie ein abwechslungsreiches Grünlandmosaik aus Hochstaudenfluren, Röhricht- und Seggensumpf-Gesellschaften, blütenreichen Feucht-, Frisch- und Fettwiesen, die eine Vielzahl gefährdeter Pflanzenarten beherbergen. Aubachtal bei Langenaubach OSM-Link zur Kartendarstellung: „Aubachtal bei Langenaubach“ | ⊙        | 20,9          | 1986  |
| Kiessee am Oberwasen bei Naunheim                    |      | 1532021 WDPA: 164088 | OSM-Link zur Kartendarstellung: „Kiessee am Oberwasen bei Naunheim“ | ⊙        | 11,78         | 1986  |
| Am Hindstein bei Greifenstein                        |      | 1532022 WDPA: 162160 | Das Naturschutzgebiet „Am Hindstein bei Greifenstein“ umfasst den namensgebenden Hindstein, einen 500 Meter hohen Basaltschlot der über seine Umgebung hinausragt, die darauf gedeihenden Laubwald sowie die nördlich angrenzenden Grünlandbereiche. Am Hindstein bei Greifenstein OSM-Link zur Kartendarstellung: „Am Hindstein bei Greifenstein“ | ⊙        | 13,35         | 1986  |
| Aartalsperre bei Mudersbach                          |      | 1532023 WDPA: 162038 | Hohenahr OSM-Link zur Kartendarstellung: „Aartalsperre bei Mudersbach“ | ⊙        | 49,29         | 1990  |
| Egelpfuhl bei Oberwetz                               |      | 1532024 WDPA: 162847 | OSM-Link zur Kartendarstellung: „Egelpfuhl bei Oberwetz“ | ⊙        | 10,75         | 1990  |
| Helfholzwiesen bei Erda                              |      | 1532025 WDPA: 163619 | Bachlauf mit Grünland, südlich von Erda. · Fläche: 28,44 ha · OSM-Link zur Kartendarstellung: „Helfholzwiesen bei Erda“ | ⊙        | 28,46         | 1990  |
| Kallenbachtal bei Arborn und Nenderoth               |      | 1532026 WDPA: 164005 | Das „Kallenbachtal bei Arborn und Nenderoth“ erstreckt sich 2,5 Kilometer entlang des Kallenbachs in einem südlich gelegenen Tal zwischen den Orten Arborn und Nenderoth. Der natürliche Bachlauf wird von einer typischen Ufervegetation aus Erlen- und Eschenbeständen sowie von Auenbereichen begleitet. Kallenbachtal bei Arborn und Nenderoth OSM-Link zur Kartendarstellung: „Kallenbachtal bei Arborn und Nenderoth“ | ⊙        | 70,46         | 1992  |
| Tongrube bei Altenkirchen                            |      | 1532027 WDPA: 165908 | Die „Tongrube bei Altenkirchen“ ist, wie der Name bereits vermuten lässt, eine ehemalige Tongrube, in der Lehm für die Ziegelbrennerei gewonnen wurde. Heute umfasst das Naturschutzgebiet ein Stillgewässer mit ausgedehnter Verlandungszone, Röhrichtgürtel und Gehölzsaum, welche wertvolle Lebensraumstrukturen für zahlreiche Amphibien und Insekten, wie beispielsweise Libellen, bereitstellen. Tongrube bei Altenkirchen OSM-Link zur Kartendarstellung: „Tongrube bei Altenkirchen“ | ⊙        | 5,81          | 1993  |
| Weißehöll bei Niederscheld                           |      | 1532028 WDPA: 166231 | Die „Weißehöll bei Niederscheld“ ist ein Relikt der historischen Nutzung unproduktiven Grünlandes als Weiden (Huten) für Schafe, Ziegen und Rinder. Dauerhafte Beweidung formt hier einst eine offene Landschaft auf der sich ein Halbtrockenrasen mit gut an die kargen Bedingungen angepassten Pflanzenarten ausbreiten konnte. Weißehöll bei Niederscheld OSM-Link zur Kartendarstellung: „Weißehöll bei Niederscheld“ | ⊙        | 24,43         | 1993  |
| Alteberg und Sauernberg                              |      | 1532029 WDPA: 162105 | Das Naturschutzgebiet „Alteberg und Sauernberg“ umfasst eine von Wiesentälern durchzogene Hügellandschaft, die im Dill-Bergland am Osthang des Westerwalds liegt. Im Süden erstreckt sich vom Ost- zum Westrand des Naturschutzgebietes das Reisterbachtal mit seinen artenreichen Auenwiesen. Alteberg und Sauernberg OSM-Link zur Kartendarstellung: „Alteberg und Sauernberg“ | ⊙        | 40,35         | 1993  |
| An der alten Rheinstraße                             |      | 1532030 WDPA: 162209 | Das Naturschutzgebiet „An der alten Rheinstraße“ am mittelalterlichen, gleichnamigen Handelsweg „Alte Rheinstraße“ umfasst eine Huteweide (Waldweide) mit Magerrasen, lichte Kiefernbestände und Grünlandflächen. An der alten Rheinstraße OSM-Link zur Kartendarstellung: „An der alten Rheinstraße“ | ⊙        | 7,97          | 1993  |
| Rückerscheid mit Aubachtal                           |      | 1532031 WDPA: 165238 | Das Naturschutzgebiet „Rückerscheid mit Aubachtal“ umfasst den Talbereich des Aubaches im Süden und einen nördlichen Hangbereich mit Huteweide (Waldweide), wie sie für den Westerwald typisch ist. Das Landschaftsbild ist deutlich von der historischen Nutzung des Grünlandes als Weide für Ziegen, Schafe und Rinder geprägt. Rückerscheid mit Aubachtal OSM-Link zur Kartendarstellung: „Rückerscheid mit Aubachtal“ | ⊙        | 78,44         | 1994  |
| Rabenscheider Holz                                   |      | 1532032 WDPA: 165076 | Das „Rabenscheider Holz“ liegt im Dreiländereck Hessen, Rheinland-Pfalz und Nordrhein-Westfalen. Das Naturschutzgebiet umfasst naturnahe Waldbestände, Grünlandbereiche und den teils schluchtartig verlaufenden Ketzerbach. Rabenscheider Holz OSM-Link zur Kartendarstellung: „Rabenscheider Holz“ | ⊙        | 57,32         | 1994  |
| Tringensteiner Schelde                               |      | 1532033 WDPA: 165950 | Das Naturschutzgebiet „Tringensteiner Schelde“ erstreckt sich entlang des gleichnamigen Bachlaufes, der lokal auch „Irrschelde“ genannt wird, von seiner Quelle im Wald nördlich von Tringenstein bis zum westlichen Ortsrand von Oberscheld, wo er in die Schelde mündet. Es umfasst den Mittelgebirgsbach, der sich auf natürliche Weise durch das Wald-Wiesen-Tal schlängelt. Gesäumt von Erlenbäumen wird die „Tringensteiner Schelde“ von wertvollem Auengrünland begleitet. Tringensteiner Schelde OSM-Link zur Kartendarstellung: „Tringensteiner Schelde“                                      | ⊙        | 84,07         | 1995  |
| Borngrund bei Oberndorf                              |      | 1532034 WDPA: 162504 | OSM-Link zur Kartendarstellung: „Borngrund bei Oberndorf“ | ⊙        | 7,63          | 1995  |
| Hasel bei Donsbach                                   |      | 1532035 WDPA: 163538 | Das Naturschutzgebiet „Hasel bei Donsbach“, nordwestlich von Donsbach gelegen, umfasst die artenreichen Grünlandbereiche südlich und nördlich des Donsbaches. Hasel bei Donsbach OSM-Link zur Kartendarstellung: „Hasel bei Donsbach“ | ⊙        | 23,96         | 1995  |
| Hoffeld bei Eisemroth                                |      | 1532036 WDPA: 163729 | Das „Hoffeld bei Eisemroth“ umfasst ein strukturreiches Grünland-Mosaik mit Hecken, Gebüschen und kleinen Waldbeständen, welches bis in die 1950er Jahre als gemeindeeigene Viehweide (Huteweide) für Rinder und Schafe genutzt wurde. Hoffeld bei Eisemroth OSM-Link zur Kartendarstellung: „Hoffeld bei Eisemroth“ | ⊙        | 37,28         | 1996  |
| Mühlbachtal bei Gusternhain                          |      | 1532037 WDPA: 164716 | Das „Mühlbachtal bei Gusternhain“ liegt am Nordostrand des Hohen Westerwaldes und erstreckt sich über ein urwaldartiges Waldgebiet mit steilen Schluchten und Hängen aus grob verwitterten, westerwaldtypischen Basaltblöcken, durch die der Mühlbach sich wild seinen Weg ins Tal sucht. Mühlbachtal bei-Gusternhain OSM-Link zur Kartendarstellung: „Mühlbachtal bei Gusternhain“ | ⊙        | 42,06         | 1996  |
| Kellerberg bei Nauborn                               |      | 1532038 WDPA: 318639 | OSM-Link zur Kartendarstellung: „Kellerberg bei Nauborn“ | ⊙        | 41,27         | 1997  |
| Lahnaue zwischen Atzbach, Dutenhofen und Heuchelheim |      | 1532039 WDPA: 318704 | Atzbach, Dutenhofen, Heuchelheim OSM-Link zur Kartendarstellung: „Lahnaue zwischen Atzbach, Dutenhofen und Heuchelheim“ | ⊙        | 215,38        | 1997  |
| Die Heck bei Hohenroth                               |      | 1532040 WDPA: 318291 | „Die Heck bei Hohenroth“ ist ein reines Waldgebiet und liegt auf einer Höhe über 550 Metern im Hohen Westerwald. Das Naturschutzgebiet zeichnet sich durch seinen naturnahen Laubmischwald aus. Die Heck bei Hohenroth OSM-Link zur Kartendarstellung: „Die Heck bei Hohenroth“ | ⊙        | 20,43         | 1998  |
| Mühlberg und Kramberg bei Erdbach                    |      | 1532041 WDPA: 318818 | Das Naturschutzgebiet „Mühlberg und Kramberg bei Erdbach“ umfasst die beiden namensgebenden Hänge eines lang gestreckten Bergrückens am Osthang des Westerwaldes. Trotz ungünstiger Bodenbedingungen wurde auf den Hangflächen ehemals Ackerbau betrieben, worauf auch heute noch sichtbare, parallel zum Hang verlaufende Stufen, sogenannte „Ackerraine“ hinweisen. Mühlberg und Kramberg bei Erdbach OSM-Link zur Kartendarstellung: „Mühlberg und Kramberg bei Erdbach“ | ⊙        | 65,08         | 2000  |
| Legende für Naturschutzgebiet                        |      |                      | |          |               |       |